# Dia (satelit)
Dia /'di.a/, cunoscut și sub numele de Jupiter LIII, este un satelit neregulat prograd al lui Jupiter . Cunoscută provizoriu ca S/2000 J 11, și-a primit numele la 7 martie 2015.  Este numit după Dia, fiica lui Deioneus (sau Eioneus), soția lui Ixion . Potrivit lui Homer, ea a fost sedusă de Zeus sub formă de armăsar; Pirit era problema.
Satelitul este unul dintre cele trei corpuri mici cunoscute din grupul Himalia,  celelalte două fiind Ersa și Pandia .
Se crede că are un diametrul de aproximativ 4 kilometri.  Orbitează în jurul lui Jupiter la o distanță medie de 12 milioane km în 274 de zile, la o înclinare de 28° (față de ecuatorul lui Jupiter) și cu o excentricitate de 0,21. 

## Istorie observațională

Dia fotografiată de telescopul Canada-Franța-Hawaii în decembrie 2001. În al doilea cadru, Dia nu este vizibilă din cauza strălucirii lui Jupiter care reduce luminozitatea relativă a stelelor.

Dia a fost descoperită de o echipă de astronomi de la Universitatea din Hawaii condusă de Scott S. Sheppard în 2000, cu un arc de observare de 26 de zile.  
Observațiile inițiale nu au fost urmărite, iar Dia nu a fost observată pentru mai mult de un deceniu după 2000. Această dispariție aparentă i-a determinat pe unii astronomi să considere satelitul pierdut.  O teorie a fost că s-a ciocnic cu  Himalia, creând un inel slab în jurul lui Jupiter.  Cu toate acestea, a fost în cele din urmă recuperat în observațiile făcute în 2010 și 2011. 